# Список председателей Приморского крайисполкома
Ниже представлен Спи́сок председа́телей Примо́рского крайисполко́ма. В список также включены председатели Оргкомитета Президиума ВС РСФСР по Приморскому краю и председатели Приморского промышленного и Приморского сельского крайисполкомов.

## Председатели Оргкомитета Президиума ВС РСФСР по Приморскому краю
20 октября 1938 года Указом Президиума Верховного Совета СССР Дальневосточный край был разделён на Хабаровский и Приморский края. Тогда же был создан Организационный комитет Президиума Верховного Совета РСФСР по Приморскому краю, ставший временным высшим органом исполнительной власти в крае и просуществовавший до января 1940 года.
| # | Имя                          | Фото | Начало полномочий    | Окончание полномочий |
| - | ---------------------------- | ---- | -------------------- | -------------------- |
| 1 | Семён Иванович Шабалин       |      | 20 октября 1938 года | июнь 1939 года       |
| 2 | Иван Алексеевич Фомичёв      |      | июнь 1939 года       | декабрь 1939 года    |
| 3 | Борис Константинович Чубаров |      | декабрь 1939 года    | январь 1940 года     |

## Председатели Приморского крайисполкома
В январе 1940 года, после выборов в Приморский краевой Совет, был образован Исполнительный комитет Приморского краевого Совета, ставший высшим органом исполнительной власти в крае.
| # | Имя                          | Фото | Начало полномочий   | Окончание полномочий |
| - | ---------------------------- | ---- | ------------------- | -------------------- |
| 1 | Борис Константинович Чубаров |      | январь 1940 года    | ноябрь 1943 года     |
| 2 | Антон Фёдорович Блощаненко   |      | ноябрь 1943 года    | июнь 1947 года       |
| 3 | Николай Антонович Цукаев     |      | июнь 1947 года      | декабрь 1948 года    |
| 4 | Алексей Дмитриевич Семёнов   |      | декабрь 1948 года   | октябрь 1952 года    |
| 5 | Дмитрий Яковлевич Умняшкин   |      | октябрь 1952 года   | 13 апреля 1957 года  |
| 6 | Алексей Сергеевич Бирюков    |      | 13 апреля 1957 года | 12 декабря 1962 года |

## Председатели Приморского промышленного и Приморского сельского крайисполкомов
12 декабря 1962 года в Приморском крае были образованы отдельные исполкомы для руководства промышленными и сельскими районами края. Они просуществовали до декабря 1964 года.
Председатель Приморского промышленного крайисполкома
| # | Имя                       | Фото | Начало полномочий    | Окончание полномочий |
| - | ------------------------- | ---- | -------------------- | -------------------- |
| * | Алексей Сергеевич Бирюков |      | 12 декабря 1962 года | декабрь 1964 года    |

Председатель Приморского сельского крайисполкома
| # | Имя                      | Фото | Начало полномочий    | Окончание полномочий |
| - | ------------------------ | ---- | -------------------- | -------------------- |
| * | Виктор Фёдорович Авченко |      | 12 декабря 1962 года | декабрь 1964 года    |

## Председатели Приморского крайисполкома
В декабре 1964 года был восстановлен единый Приморский крайисполком. 15 декабря 1991 года он прекратил свою деятельность.
| #  | Имя                         | Фото | Начало полномочий    | Окончание полномочий |
| -- | --------------------------- | ---- | -------------------- | -------------------- |
| 7  | Михаил Михайлович Кузнецов  |      | декабрь 1964 года    | февраль 1970 года    |
| 8  | Георгий Николаевич Балакин  |      | февраль 1970 года    | август 1974 года     |
| 9  | Илья Иванович Штодин        |      | август 1974 года     | июнь 1977 года       |
| 10 | Дмитрий Иванович Карабанов  |      | июнь 1977 года       | 26 октября 1986 года |
| 11 | Валерий Фёдорович Луценко   |      | 26 октября 1986 года | январь 1990 года     |
| 12 | Владимир Сергеевич Кузнецов |      | январь 1990 года     | 15 октября 1991 года |